# MIT Press
MIT Press — видавництво Массачусетського технологічного інституту (MIT), розташоване в Кембриджі (США, штат Массачусетс). Видавництво спеціалізується на випуску видань наукового та технічного профілю. Видавництво «MIT Press» публікує понад 30 журналів.

## Історія
1926 року Массачусетський технологічний інститут випустив першу публікацію — курс лекцій, прочитаних в інституті Максом Борном — під власним логотипом. 1932 року з ініціативи Джеймса Кілліана було створено видавництво «Technology Press», яку фінансує MIT. Протягом наступних п'яти років у видавництві побачили світ вісім публікацій.
З 1937 по 1962 роки видавничі та торгові функції «Technology Press» виконувало видавництво «John Wiley & Sons». З 1962 року «MIT Press» існує під сучасною назвою як самостійне видавництво.
Наприкінці 1960-х років було створено журнальний відділ видавництва. Першими науковими журналами, випуск яких було розпочато незабаром після створення відділу, стали «Journal of Interdisciplinary History» (1969) та «Linguistic Inquiry» (1970).